# Synagogue de Montpellier
L'ancienne synagogue de Montpellier est une synagogue située à Montpellier dans le département de l'Hérault en région Occitanie.

## Histoire
Les immeubles comportant les vestiges de l'ancienne synagogue, y compris l'espace de l'ancienne venelle (actuellement en cœur d'îlot, située sur la parcelle HR 172) (cad. HR 172 à 174) sont inscrits au titre des monuments historiques par arrêté du 14 janvier 2002. L'immeuble comportant les vestiges de l'ancienne synagogue, ensemble cultuel hébraïque, avec notamment l'ancien bain rituel juif, en totalité sont classés au titre des monuments historiques par arrêté du 5 mai 2004.
Remaniée au XVIIIe siècle, la culture hébraïque des XIIe et XIIIe siècles est presque entièrement préservée.